# Pelota basca nos Jogos Pan-Americanos de 2011
A pelota basca nos Jogos Pan-Americanos de 2011 foi realizada em Guadalajara, no México, entre 21 e 27 de outubro. Foram disputados dez eventos no Complexo Pan-Americano de Pelota Basca, sendo oito para homens e dois para mulheres.

## Calendário
| Outubro      | 13 | 14 | 15 | 16 | 17 | 18 | 19 | 20 | 21 | 22 | 23 | 24 | 25 | 26 | 27 | 28 | 29 | 30 |
| ------------ | -- | -- | -- | -- | -- | -- | -- | -- | -- | -- | -- | -- | -- | -- | -- | -- | -- | -- |
| Pelota basca |    |    |    |    |    |    |    |    |    |    |    |    |    | 4  | 6  |    |    |    |

|  | Dia de competição |  | Dia de final |

## Medalhistas
Masculino
| Evento                                | Ouro                                                  | Prata                                              | Bronze                                         |
| ------------------------------------- | ----------------------------------------------------- | -------------------------------------------------- | ---------------------------------------------- |
| Pelota de goma trinquete detalhes     | Facundo Andreasen Sergio Villegas ARG Argentina       | Carlos Buzzo Enzo Cazzola URU Uruguai              | Adrián Raya Guillermo Verdeja MEX México       |
| Pelota de couro trinquete detalhes    | Cristian Algarbe Jorge Eduardo Villegas ARG Argentina | Gastón Dufau Pablo Baldizan URU Uruguai            | Anderson Jardines Frendy Fernández CUB Cuba    |
| Mão individual trinquete detalhes     | Heriberto López MEX México                            | Darien Povea CUB Cuba                              | Roger Etchevers USA Estados Unidos             |
| Pelota de couro frontón 36 m detalhes | Azuan Pérez Rafael Fernández CUB Cuba                 | Francisco Mendiburu Rodrigo Ledesma MEX México     | Carlos Dorato Luciano Callarelli ARG Argentina |
| Mão individual frontón 36 m detalhes  | Fernando Medina MEX México                            | Roberto Huarte USA Estados Unidos                  | Henrry Despaigne CUB Cuba                      |
| Mão pares frontón 36 m detalhes       | Jorge Alcántara Orlando Díaz MEX México               | Jose Huarte Tony Huarte USA Estados Unidos         | Dariel Leiva Rubén Moya CUB Cuba               |
| Pelota de goma frontón 30 m detalhes  | Fernando Ergueta Javier Nicosia ARG Argentina         | Daniel Salvador Rodríguez Jesús Hurtado MEX México | Jhoan Torreblanca José Fiffe CUB Cuba          |
| Frontenis frontón 30 m detalhes       | Alberto Miguel Rodríguez Arturo Rodríguez MEX México  | César Arocha Daniel Alonso CUB Cuba                | Alexis Clementin Jorge Alberdi ARG Argentina   |

Feminino
| Evento                            | Ouro                                            | Prata                                            | Bronze                                     |
| --------------------------------- | ----------------------------------------------- | ------------------------------------------------ | ------------------------------------------ |
| Pelota de goma trinquete detalhes | María Lis García Verónica Stele ARG Argentina   | Camila Naviliat María Jimena Miranda URU Uruguai | Ariana Cepeda Rocío Guillén MEX México     |
| Frontenis frontón 30 m detalhes   | Guadalupe Hernández Paulina Castillo MEX México | Lisandra Lima Yasmary Medina CUB Cuba            | Irina Podversich Johana Zair ARG Argentina |

## Quadro de medalhas
| Ordem | País               | Medalha de ouro | Medalha de prata | Medalha de bronze |    |
| ----- | ------------------ | --------------- | ---------------- | ----------------- | -- |
| 1     | MEX México         | 5               | 2                | 2                 | 9  |
| 2     | ARG Argentina      | 4               |                  | 3                 | 7  |
| 3     | CUB Cuba           | 1               | 3                | 4                 | 8  |
| 4     | URU Uruguai        |                 | 3                |                   | 3  |
| 5     | USA Estados Unidos |                 | 2                | 1                 | 3  |
| TOTAL | TOTAL              | 10              | 10               | 10                | 30 |